# 佐田正之丞
佐田 正之丞（さだ まさのじょう、1854年（安政元年11月） - 1922年（大正11年））は、明治から大正時代の政治家。青森県会議長。青森県北津軽郡五所川原町長。

## 経歴
弘前在府町に生まれる。1879年（明治12年）青森師範学校卒業後、三戸郡教督、七戸初等師範学校、上北郡立中学校、北津軽郡立中学校、東奥義塾教師として10年間教育に従事する。
1889年（明治22年）市制施行後初の弘前市会議員選挙に当選。1891年（明治24年）には青森県会議員に選ばれた。1893年（明治26年）県会議員を辞し、赤石行三市長の下で弘前市助役となり、その後さらに長尾義連、小山内鉄弥両市長の下で3度に渡り助役を務めた。
1908年（明治41年）県議に返り咲き、1911年（明治44年）まで議長を務めた。1918年（大正7年）には五所川原町長に当選し、新しい町役場落成などの業績を残し、1920年（大正9年）に退任した。